# Levonorgestrel
Levonorgestrel (L-norgestrel ou D-norgestrel) é um fármaco usado em contraceptivos hormonais de 2ª geração. É um tipo de progesterona sintética.

## Contraceptivo regular
Como contraceptivo regular, muitas vezes é associado com etinilestradiol. São denominados contraceptivos orais. Inibem a ovulação. Também ocorrem modificações do muco cervical e endométrio que causam transtornos para o espermatozoide ou esperma.
DIU de Levonorgestrel: utilizado em recidivas de sangramentos uterinos disfuncionais.

## Pílula do dia seguinte
Na contracepção de emergência utiliza-se doses maiores de levonorgestrel em relação à contracepção rotineira.  Seu mecanismo de ação é diferente dependendo do ciclo menstrual que a mulher encontra-se. Levonorgestrel pode retardar ou inibir a ovulação, alterar a motilidade tubária, dificultar a passagem do espermatozoide no muco cervical. e dificultar implantação, .
Depois da implantação da blástula no endométrio o medicamento não possui efeito. Também não impede a gravidez após implantação ser concretizada, todavia ainda não está provado que possa gerar riscos pós-implante e as bulas do medicamento recomendam sua não utilização, além de afirmarem que causam deformações no bebê. Para a Organização Mundial da Saúde o medicamento não provoca aborto.
Existem também possibilidades de falhas que ocorrem em cerca de 2% das mulheres.

## Posologia

### Contraceptivo regular
São utilizados para prevenção de gravidez 0,15 mg por 21 dias, iniciando a administração no primeiro dia do ciclo menstrual ou no oitavo dia após a última dose do ciclo anterior. Em muitos casos este medicamento é associado com uma pequena dose de etinilestradiol.

### Pílula do dia seguinte
Para utilização na contracepção de emergência 0,75 mg, uma dose até 72 horas do ocorrido e mais uma dose após 12 horas de ter tomado a primeira pílula.
Existe outra apresentação que conta com 1,5 mg de levonorgestrel e seu uso é em única dose, o mais rápido possível após o incidente, num limite de até 72 h.

## Reações adversas
- Náuseas e vomitos
- Cefaleia
- Tontura
- Dores pelo corpo
- Falta de ar
- Desmaios
- Aumento de pressão arterial.
- Hemorragia na gengiva
- Depressão

## Precauções
O uso prolongado deste medicamento pode resultar em aumento de probabilidades para o câncer de mama, câncer de vagina, câncer de colo e câncer de fígado. Na gravidez e amamentação: pode resultar em má formação fetal, e seu uso portanto não é permitido nessa situação; o medicamento passa para o leite materno, estudos mostraram que o medicamento não diminui a qualidade do leite, mas seu uso deve ser feito após 6 semanas do parto.
O medicamento de contracepção de emergência somente pode ser utilizado caso ocorra um problema no método contraceptivo utilizado, como por exemplo, rompimento do preservativo, contato acidental do esperma com a vagina, relação sexual sem método contraceptivo e falha no uso de anticoncepcional diário.

## Interações
A administração conjunta com cloranfenicol e carbamazepina pode reduzir o efeito anovulatório, gerando risco de gravidez indesejada. Além disto, barbitúricos, fenitoína, fenilbutazona, rifampicina, ampicilina, griseofulvina, vitamina C, insulina, tetraciclinas e outros antibióticos, são suspeitos de diminuírem a sua ação.